# FLAMING NUTS
《FLAMING NUTS》는 2013년 6월 7일에 발매된 대한민국의 록 밴드 크라잉넛의 정규 7집 앨범이다.. CD에는 1개의 보너스 트랙이 숨겨져 있으며, 〈Give me the money〉,  〈레고〉,  〈5분 세탁〉의 뮤직비디오가 제작되어 있어 YouTube에서 감상할 수 있다 기타리스트 이상면이 레코딩(recording)과 믹싱(mixing)을 담당하였다.
동 음반이 발매될 무렵, 크라잉 넛은 저작권을 침해 당한 일로 밴드 씨엔블루 측에 소송을 냈다. 이에 씨엔블루 측은 명예훼손과 허위사실 유포등을 이유로 맞 소송을 냈으나 법원은 이를 받아들이지 않았다. 또한 2016년 2월 3일 서울중앙지법 민사43단독(양환승 판사)에서 원고 일부 승소 판결을 함으로써 크라잉 넛은 소송을 제기한지 만 3년만에 승소판결을 받았다.

## 수록곡
| #            | 제목                                | 작사·작곡    | 편곡         | 재생 시간 |
| ------------ | ----------------------------------- | ------------ | ------------ | --------- |
| 1.           | 〈해적의 항로〉                     | 이상혁       | 크라잉넛     | 3:00      |
| 2.           | 〈Give me the moneyTITLE〉          | 이상혁       | 크라잉넛     | 4:15      |
| 3.           | 〈레고〉                            | 한경록       | 크라잉넛     | 3:55      |
| 4.           | 〈미지의 세계〉                     | 이상면       | 크라잉넛     | 5:25      |
| 5.           | 〈5분 세탁〉                        | 한경록       | 크라잉넛     | 5:17      |
| 6.           | 〈땅콩〉                            | 이상혁       | 크라잉넛     | 2:17      |
| 7.           | 〈새신발〉                          | 이상면       | 크라잉넛     | 4:30      |
| 8.           | 〈취생몽사〉                        | 한경록       | 크라잉넛     | 2:31      |
| 9.           | 〈Self Happy Christmas & New Year〉 | 이상혁       | 크라잉넛     | 3:50      |
| 10.          | 〈여름〉                            | 김인수       | 크라잉넛     | 3:12      |
| 11.          | 〈Bonus Track〉                     |              |              | 0:51      |
| 총 재생 시간 | 총 재생 시간                        | 총 재생 시간 | 총 재생 시간 | 39:03     |

## 멤버 역할
- 박윤식 - 보컬, 기타
- 이상면 - 기타
- 한경록 - 베이스
- 이상혁 - 드럼
- 김인수 - 키보드

## 세션
- 강해진 - 바이올린 (해적의 항로)
- 김현정(밤손님) - 피쳐링 (취생몽사)